# لوسینا
لوسینا (به چکی: Losiná) یک منطقهٔ مسکونی در جمهوری چک است که در ناحیه پلزن-سیتی واقع شده‌است. لوسینا ۶٫۷۸ کیلومتر مربع مساحت و ۱٬۲۸۸ نفر جمعیت دارد و ۴۰۶ متر بالاتر از سطح دریا واقع شده‌است.